# キアウチ
キアウチ（イタリア語: Chiauci）は、イタリア共和国モリーゼ州イゼルニア県にある、人口約200人の基礎自治体（コムーネ）。

## 地理

### 位置・広がり
イゼルニア県南東部のコムーネである。

#### 隣接コムーネ
隣接するコムーネは以下の通り。
- チヴィタノーヴァ・デル・サンニオ
- ペスコランチャーノ
- ピエトラッボンダンテ
- セッサーノ・デル・モリーゼ